# Barbarista brachycera
Barbarista brachycera är en tvåvingeart som beskrevs av Rohacek 1993. Barbarista brachycera ingår i släktet Barbarista och familjen sumpflugor. Inga underarter finns listade i Catalogue of Life.